# Leptosynanceia
Leptosynanceia is een monotypisch geslacht van straalvinnige vissen uit de familie van steenvissen (Synanceiidae).

## Soort
- Leptosynanceia asteroblepa (Richardson, 1844)